# زمردی کبود
زمردی کبود (به انگلیسی: Aquamarine) رنگی است که ته‌رنگ روشن از سبز بهاری که در چرخهٔ رنگ بین فیروزه‌ای و سبز قرار دارد. نام آن از ماده معدنی زمرد کبود گرفته شده‌است، یک سنگ گرانبها که عمدتاً در سنگ‌های گرانیت یافت می‌شود. نخستین استفاده ثبت‌شده از زمردی کبود به عنوان یک نام رنگ در انگلیسی در سال ۱۵۹۸ بود.

## نگارخانه

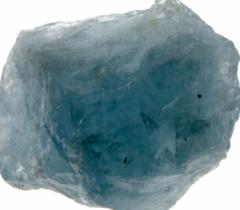
زمرد کبود نتراشیده
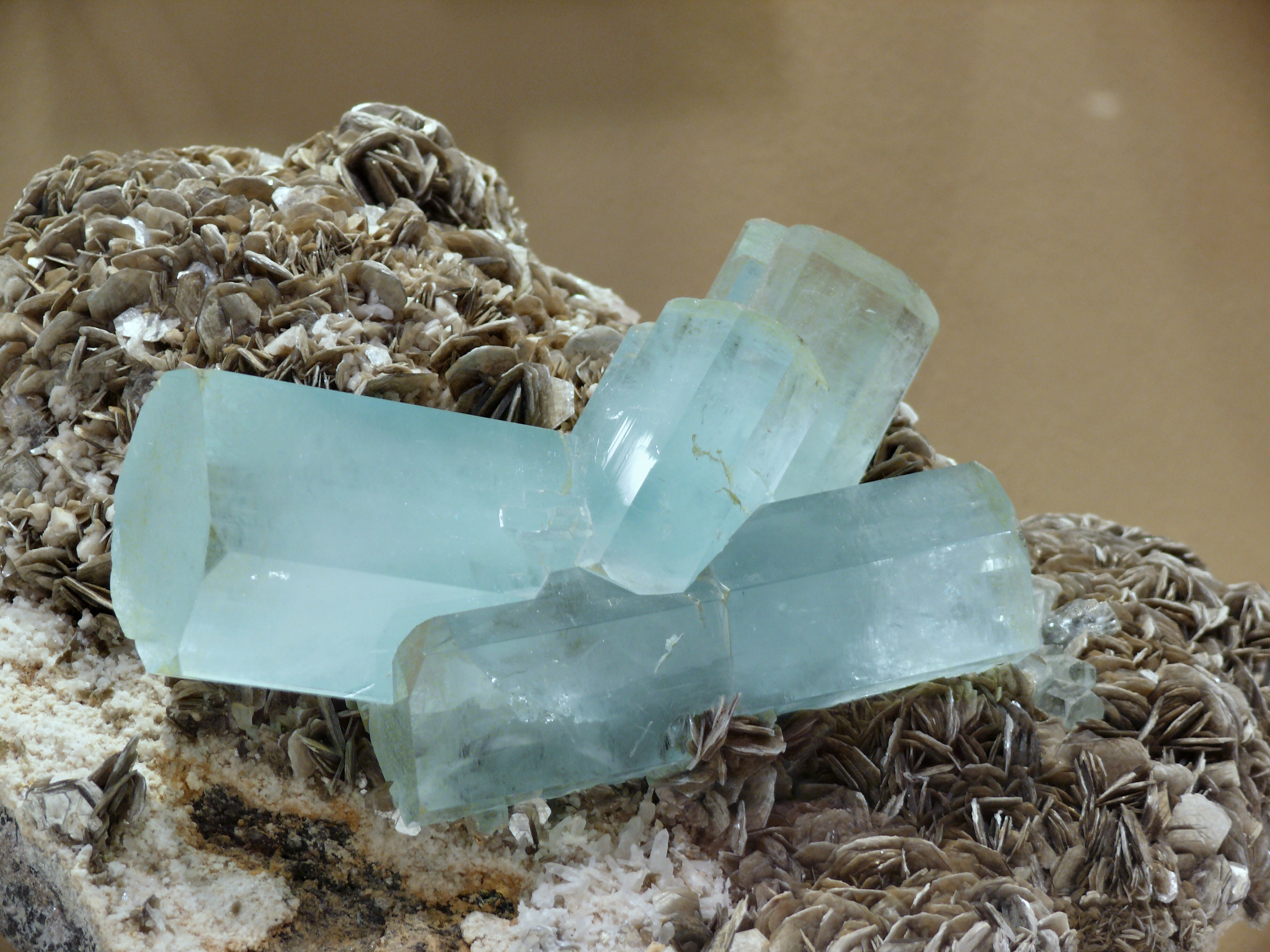
بلورهای زمرد کبود روی روی مسکوویت
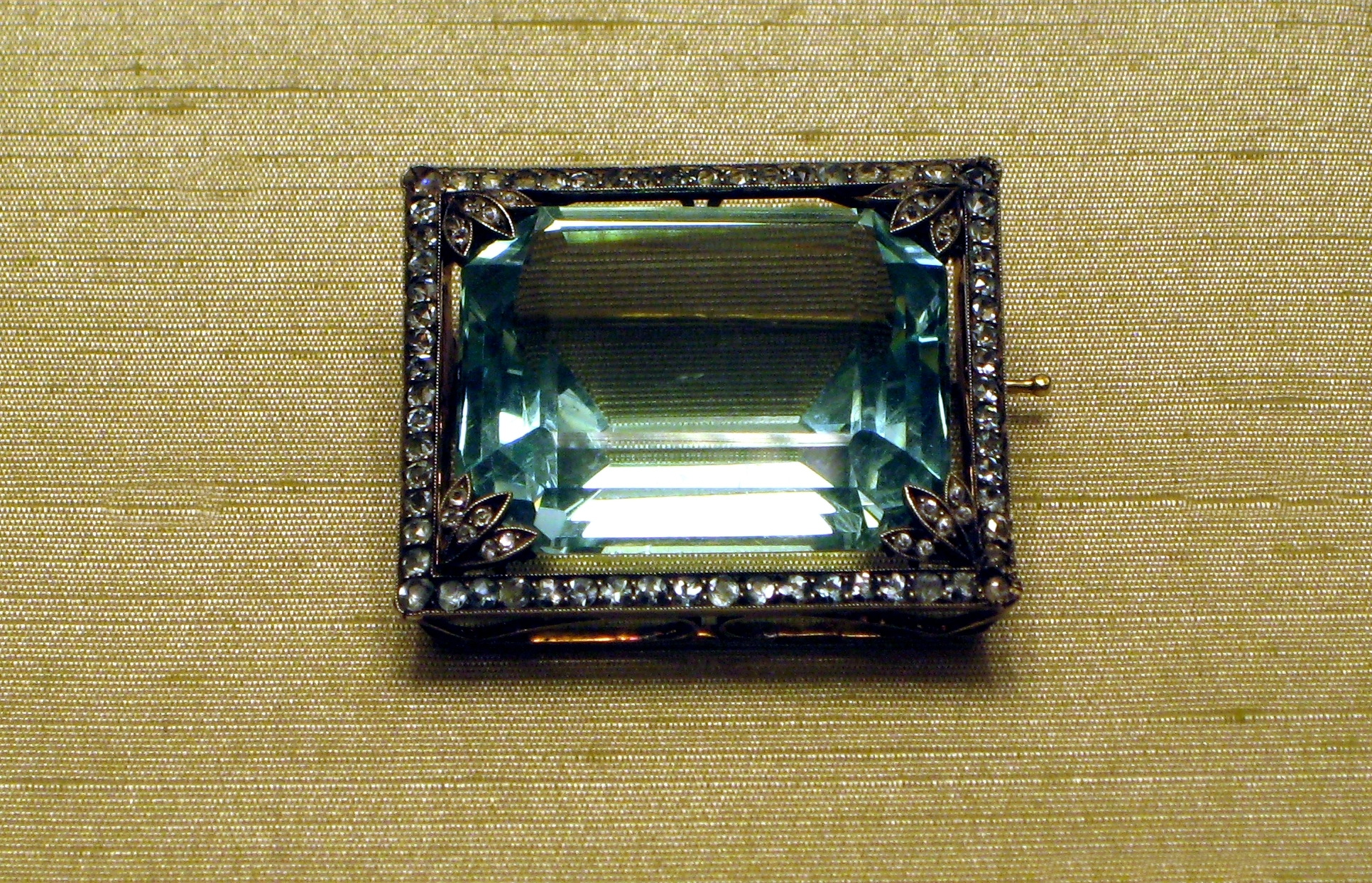
یک سنجاق زمردی کبود